# Thomas Darmo
Mar Thomas Darmo  (T'oma Darmo) (* 21. September 1904 in Iyel bei Urmia; † 7. September 1969 in Bagdad) war ein Katholikos-Patriarch in der ostsyrischen „Kirche des Ostens“.

## Leben
Mansur Elisha Darmo entstammte keiner der Familien, in denen sich traditionell das Bischofsamt vererbte. Er wurde 1921 im Flüchtlingslager Baquba bei Bagdad durch Mar Abimalek Timotheus († 1945), Metropolit von Indien, zum Diakon ordiniert und wirkte als solcher in Syrien, als er 1951 zum Dienst unter den Thomaschristen in Indien bestimmt wurde. Am 4. Mai 1952 wurde er in durch Katholikos-Patriarch Mar Shimun XXIII. in Turlock (Kalifornien) zum Metropoliten von Malabar (Süd-Indien) ordiniert, dessen Sitz über Jahre vakant geblieben war (Sedisvakanz)
Von 1952 bis 1968 diente Mar Thomas im indischen Thrissur (Trichur) als Oberhaupt der als „Chaldean Syrian Church“ firmierenden sogenannten Mellusianer. Dort gründete er die Zeitschrift The Voice of the East und machte sich verdient als Verleger und Drucker liturgischer Bücher seiner Kirche (Mar Narsai Press), namentlich des riesigen „Hudra“: Ktaba da-Qdam wad-Batar wad-Hudra wad-Kashkol wad-Gazza w-Qala d-ʿUdrane ʿam  Ktaba d-Mazmure (syrisch, 3 Bände [Trichur 1960–1962, Nachdruck 1993]). Von der Ordnung der Eucharistiefeier und der Taufe ließ er eine englische Übersetzung erscheinen:
- The Liturgy of the Holy Apostles Adai and Mari together with the Liturgies of Mar Theodorus and Mar Nestorius and the Order of Baptism. Printed and published by Rev. K. A. Paul and Rev. George Mooken. Mar Narsai Press, Thrissur 1967.

In den 1960er Jahren wandte sich Mar Thomas gegen die Erblichkeit des Patriarchenamtes in der Assyrischen Kirche des Ostens sowie gegen die Aufgabe des Julianischen zugunsten des Gregorianischen Kalenders und verlangte die Rückverlagerung der Patriarchalresidenz von den USA in den Orient. Am 10. Januar 1964 wurde er deshalb durch Patriarch Shimun XXIII. seines Amtes enthoben, akzeptierte die Entscheidung jedoch nicht.
Kurz nachdem General Ahmad Hasan al-Bakr am 17. Juli 1968 durch einen Putsch Präsident Iraks geworden war, schickte dieser Polizeieinheiten in Bagdad aus, um mehrere assyrische Kirchen der Stadt – gegen den heftigen Protest der Assyrischen Kirche des Ostens – zu besetzen und sie Thomas Darmo und seinen Anhängern zu übergeben, darunter auch die Mar-Zaya-Kathedrale.
Für die von Yusif Malek Khoshaba (1914–2000) unterstützten assyrischen Altkalendarier ordinierte Mar Thomas im September 1968 in Bagdad Bischöfe für Bagdad (den heutigen Mar Addai II.), Indien und Amerika, dann auch für Mossul und Kirkuk. Von diesen Bischöfen ließ er sich zum Gegenpatriarchen wählen und am 11. Oktober 1968 in der Mar-Zaya-Kathedrale von Bagdad durch die Metropoliten Mar Addai von Bagdad und Mar Aprem von Indien weihen. Daraus resultiert die „Alte Kirche des Ostens“ und damit die bis heute bestehende Spaltung innerhalb der autokephalen ostsyrischen „Kirche des Ostens“.
Nach seinem Tode 1969 wurde Mar Thoma Darmo in der Mar-Zaya-Kathedrale begraben.